# Championnat d'Uruguay de football 1975
Navigation
Édition précédente Édition suivante
La 73e édition du championnat d'Uruguay de football est remportée par le Club Atlético Peñarol. C’est le trente-troisième titre de champion du club, le troisième consécutif. Le Peñarol l’emporte avec neuf points d’avance sur le Club Nacional de Football. Liverpool Fútbol Club complète le podium.
Le Racing Club de Montevideo est relégué en deuxième division et remplacé pour la saison 1976 par le Institución Atlética Sud América.
Tous les clubs participant au championnat sont basés dans l’agglomération de Montevideo. 
L’uruguayen Fernando Morena (Peñarol) termine avec  34 buts en 22 matchs meilleur buteur du championnat pour la troisième année consécutive.

## Les clubs de l'édition 1975
| \| Montevideo: · Nacional · Peñarol · Club Atlético Progreso · Defensor · Liverpool · River Plate · Club Atlético Cerro · Huracán Buceo · Danubio Fútbol Club · Rentistas · Wanderers · Centro Atlético Fénix · Racing Club Montevideo \| Localisation des clubs engagés dans le championnat. |
| Montevideo: · Nacional · Peñarol · Club Atlético Progreso · Defensor · Liverpool · River Plate · Club Atlético Cerro · Huracán Buceo · Danubio Fútbol Club · Rentistas · Wanderers · Centro Atlético Fénix · Racing Club Montevideo                                                           |

| Club                                  | Stade                       | Capacité | Ville      |
| ------------------------------------- | --------------------------- | -------- | ---------- |
| Club Atlético Cerro                   | Estadio Luis Tróccoli       | 25 000   | Montevideo |
| Danubio Fútbol Club                   | Jardines Del Hipódromo      | 18 000   | Montevideo |
| Defensor Sporting Club                | Estadio Luis Franzini       | 18 000   | Montevideo |
| Centro Atlético Fénix                 | Estadio Parque Capurro      | 10 000   | Montevideo |
| Club Social y Deportivo Huracán Buceo | Parque Huracán              | 10 000   | Montevideo |
| Liverpool Fútbol Club                 | Estadio Belvedere           | 8 000    | Montevideo |
| Club Nacional de Football             | Estadio Gran Parque Central | 23 500   | Montevideo |
| Club Atlético Peñarol                 | Estadio Centenario          | 76 109   | Montevideo |
| Racing Club de Montevideo             | Parque Osvaldo Roberto      | -        | Montevideo |
| Club Atlético Rentistas               | Complejo Rentistas          | 10 360   | Montevideo |
| Club Atlético River Plate             | Estadio Saroldi             | 12 000   | Montevideo |
| Montevideo Wanderers Fútbol Club      | Parque Alfredo Victor Viera | 12 000   | Montevideo |

## Compétition

### Classement

#### Premier tour
Le classement est établi sur le barème de points suivant : victoire à 2 points, match nul à 1, défaite à 0.
| Rang | Équipe                                | Pts | J  | G  | N | P  | Bp | Bc | Diff |
| ---- | ------------------------------------- | --- | -- | -- | - | -- | -- | -- | ---- |
| 1    | 'Club Atlético Peñarol T'             | 38  | 22 | 16 | 6 | 0  | 59 | 22 | +37  |
| 2    | Club Nacional de Football             | 29  | 22 | 12 | 5 | 5  | 44 | 23 | +21  |
| 3    | Liverpool Fútbol Club                 | 28  | 22 | 11 | 6 | 5  | 36 | 21 | +15  |
| 4    | Club Atlético River Plate             | 24  | 22 | 8  | 8 | 6  | 27 | 32 | -5   |
| 5    | Club Social y Deportivo Huracán Buceo | 22  | 22 | 10 | 2 | 10 | 27 | 34 | -7   |
| 6    | Club Atlético Cerro                   | 21  | 22 | 8  | 5 | 9  | 32 | 31 | +1   |
| 7    | Danubio Fútbol Club                   | 20  | 22 | 7  | 6 | 9  | 32 | 31 | +1   |
| 8    | Montevideo Wanderers Fútbol Club      | 19  | 22 | 7  | 5 | 10 | 30 | 30 | 0    |
| 9    | Defensor Sporting Club                | 18  | 22 | 6  | 6 | 10 | 30 | 37 | -7   |
| 10   | Club Atlético Rentistas               | 16  | 22 | 5  | 6 | 11 | 35 | 50 | -15  |
| 11   | Racing Club de Montevideo P           | 16  | 22 | 7  | 2 | 13 | 33 | 48 | -15  |
| 12   | Centro Atlético Fénix                 | 13  | 22 | 4  | 5 | 13 | 24 | 42 | -18  |

| Légende : Qualifications et relégations | Légende : Qualifications et relégations                            |
| --------------------------------------- | ------------------------------------------------------------------ |
|                                         | Champion d'Uruguay et qualification pour la Copa Libertadores 1976 |
|                                         | Vice-champion et qualification pour la Copa Libertadores 1976      |
|                                         | Relégué en deuxième division                                       |
|                                         | T : Tenant du titre P : Promus                                     |

## Bilan de la saison
| Championnat d'Uruguay de football 1975 |                                   |
| Champion                               | Club Atlético Peñarol (32e titre) |
| Qualifications continentales           |                                   |
| Copa Libertadores 1976                 | Club Atlético Peñarol             |
| Copa Libertadores 1976                 | Club Nacional de Football         |
| Promotions et relégations              |                                   |
| Promus en Primera División             | Institución Atlética Sud América  |
| Relégués en Intermedia                 | Racing Club de Montevideo         |

## Statistiques

### Meilleur buteur
- Fernando Morena  (Peñarol) 34 buts.